# Komatar
Komatar (znanstveno ime Turdus torquatus) je ptič iz družine drozgov, ki živi v gozdovih višjih nadmorskih višin Srednje in Severne Evrope.

## Taksonomija
Komatarja je prvi znanstveno opisal Carl Linnaeus leta 1758 z njegovim današnjim znanstvenim imenom v 10. izdaji knjige Systema Naturae. Omenil je tudi prejšnje opise Francis Willughbya in Eleazar Albina, ki sta ptici dala ime Merula torquata.
V rodu Turdus je 104 vrst srednje velikih do velikih drozgov. Značilni so po okroglih glavah, srednje dolgih ali nekoliko daljših koničastih krilih, in običajno po lepem petju.

### Podvrste
Komatar ima tri priznane podvrste:
| Slika                 | Znanstveno ime                      | Obmičje razširjenosti | Opis |
| --------------------- | ----------------------------------- | --- | --- |
| Cairngorm, Škotska    | T. t. torquatus Linnaeus, 1758      | Gnezdi na Irskem (redko), v Veliki Britaniji, do Skandinavije in skrajnega severozahoda Rusije; prezimuje od Španije proti jugu do severozahodne Afrike in Kanarskih otokov. | Črno perje z svetlimi robovi.                                                                                         |
| Hohe Tauern, Avstrija | T. t. alpestris (C. L. Brehm, 1831) | Gnezdi v gorah Iberskega polotoka, Pirenejev, Alp, Karpatov in Balkanskega gorovja, z manjšimi obrobnimi populacijami v Atlasu (Alžirija), v gorskem območju Haut Vosges (Belgija) ter v višjih gričih severne Nemčije; prezimuje v severni Afriki, južni Evropi in južni Turčiji | Vse telesno perje ima izrazite svetle robove, kar daje ptici zelo »luskast« videz.                                    |
| Artashavan, Armenija  | T. t. amicorum E. Hartert, 1923     | Gnezdi v osrednji in vzhodni Turčiji, vzhodno skozi Kavkaz in gorovje Elburz do Turkmenistana; prezimuje predvsem v Iranu in delih Iraka. | Najtemnejše perje, s komaj opaznimi svetlimi robovi na telesnem perju, vendar z zelo izrazito svetlo progo na krilih. |

Analiza vzorcev mitohondrijske DNK z območja celotne Evrope kaže, da je imela ta vrsta po koncu zadnje ledene dobe, pred približno 11.700 leti veliko širšo razširjenost, kot jo ima danes.

## Telesne značilnosti
Komatar ima videz drozga in je velikosti od 23–27 cm. Po telesni zgradbi je podoben kosu. Samci so v celoti temno-rjave barve, z izjemo bele lise v obliki polmeseca na prsnih in rumenkastega kljuna. Konci peruti so srebrnkasti zaradi manjšega števila belih peres. Samice so preprostejše obarvane.

## Gnezdenje
V povprečju imajo eden ali dva zaroda v času od meseca aprila do junija. Gnezdo na drevesu je skodeličaste oblike, samica v njem izleže od 3 do 6 jajc.

## Življenjski prostor in navade
Komatarji živijo v višje ležečih gozdovih in zato naseljujejo skrajni sever Skandinavije, višavja v Veliki Britaniji ter Irski, gorstva srednje in južne Evrope ter višje lege v Mali Aziji in na Kavkazu. Ustrezajo mu mešani in iglasti gozdovi na višjih nadmorskih višinah vse tja do gozdne meje, kjer se preseli v ruševje. Populacijo komatarjev ocenjujejo na 5.500 do 11.000 parov v Veliki Britaniji ter 180-360 parov na Irskem. 250.000 do 350.000 parov oz. polovica evropske in tretjina svetovne populacije pa domuje v Avstriji in Romuniji.
Septembra se selijo na jug, prezimujejo pa v Sredozemlju.
Na izpostavljenih mestih, kakor so denimo vrhovi smrek, se oglašajo podobno kakor cararji, cikovti in kosi.

### Prehrana
Prehranjujejo se enako kot kosi, se pravi z žuželkami, deževniki in jagodami.